# Ivan Perasović
Ivan Perasović (23. travnja 2002.) hrvatski je profesionalni košarkaš koji igra za BC Prienai. S hrvatskom kadetskom košarkaškom reprezentacijom osvojio je zlatnu medalju na Europskom prvenstvu 2018. u Srbiji.